# Гозлеме

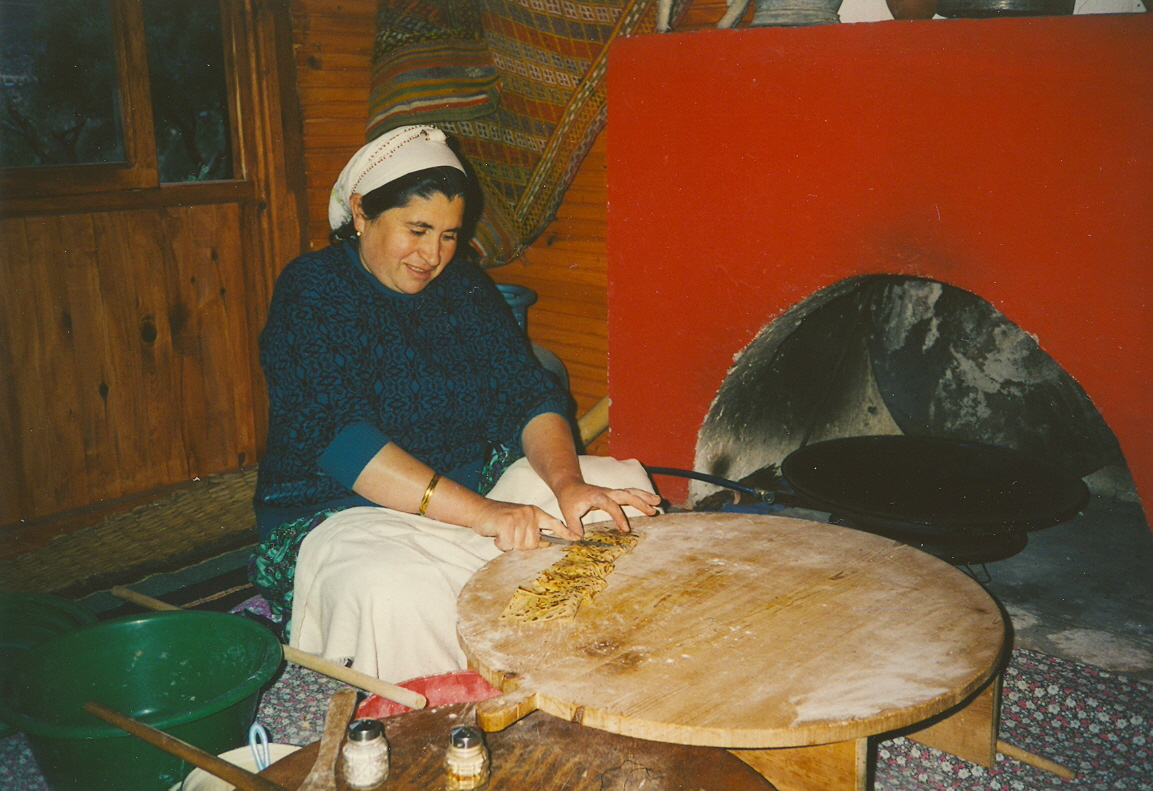
Приготування гозлеме в одному з ресторанів Анталії

Гозлеме́ (тур. Gözleme) — традиційна страва турецької кухні у вигляді коржа з начинкою, загорнутою всередині. Гозлеме випікається на сковороді, званій садж.
Назва страви походить від (тур. göz), що означає око.
Начинкою для гозлеме може бути:
- Шпинат з сиром фета
- Шпинат з сиром фета і рубаним м'ясом
- Шпинат з сиром фета і яйцем
- Морепродукти
- Яйце
- Січене м'ясо, фарш
- Сир
- Картопля
- Гриби
- Шпинат з кінзою